# شاهین‌شهر

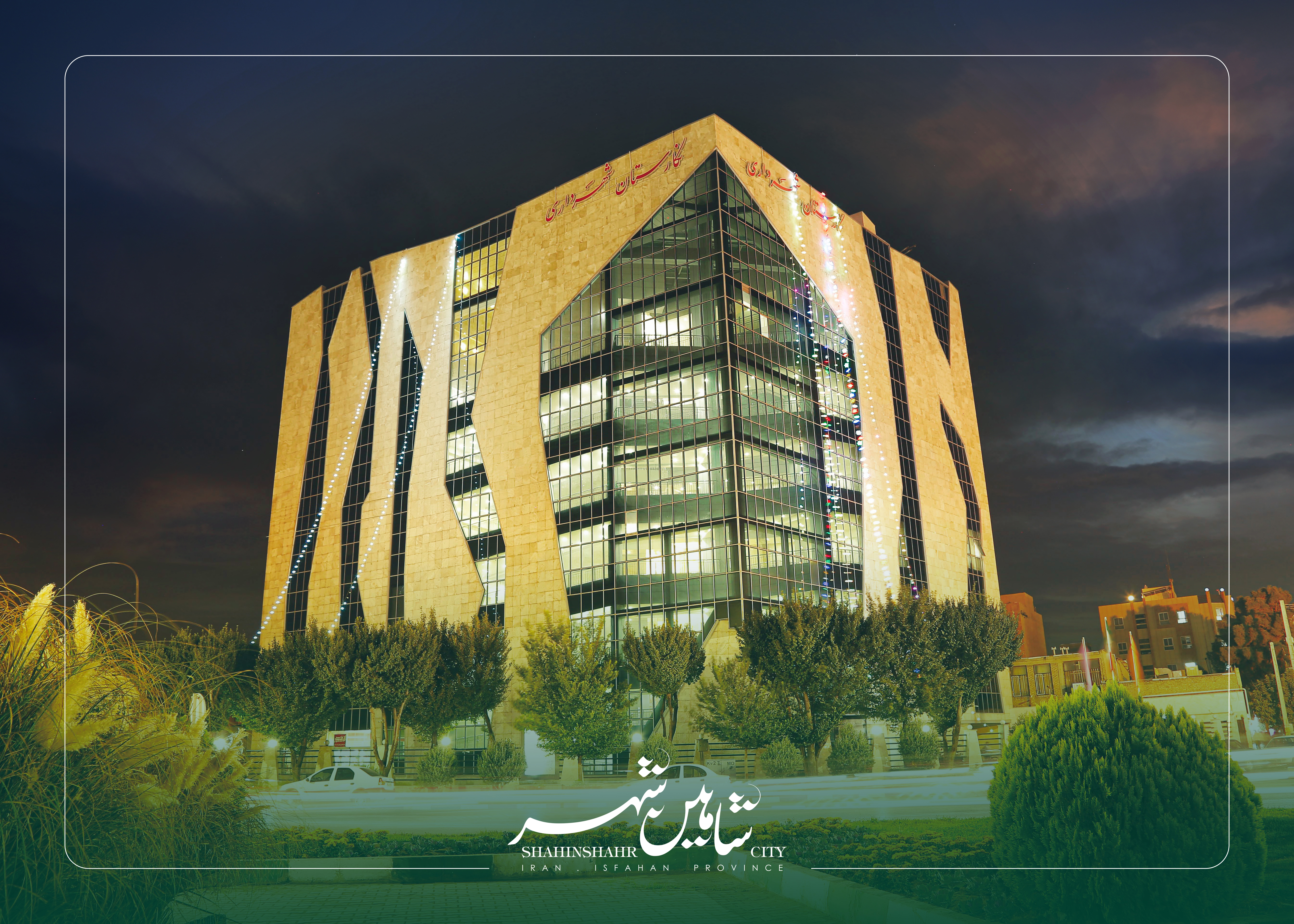

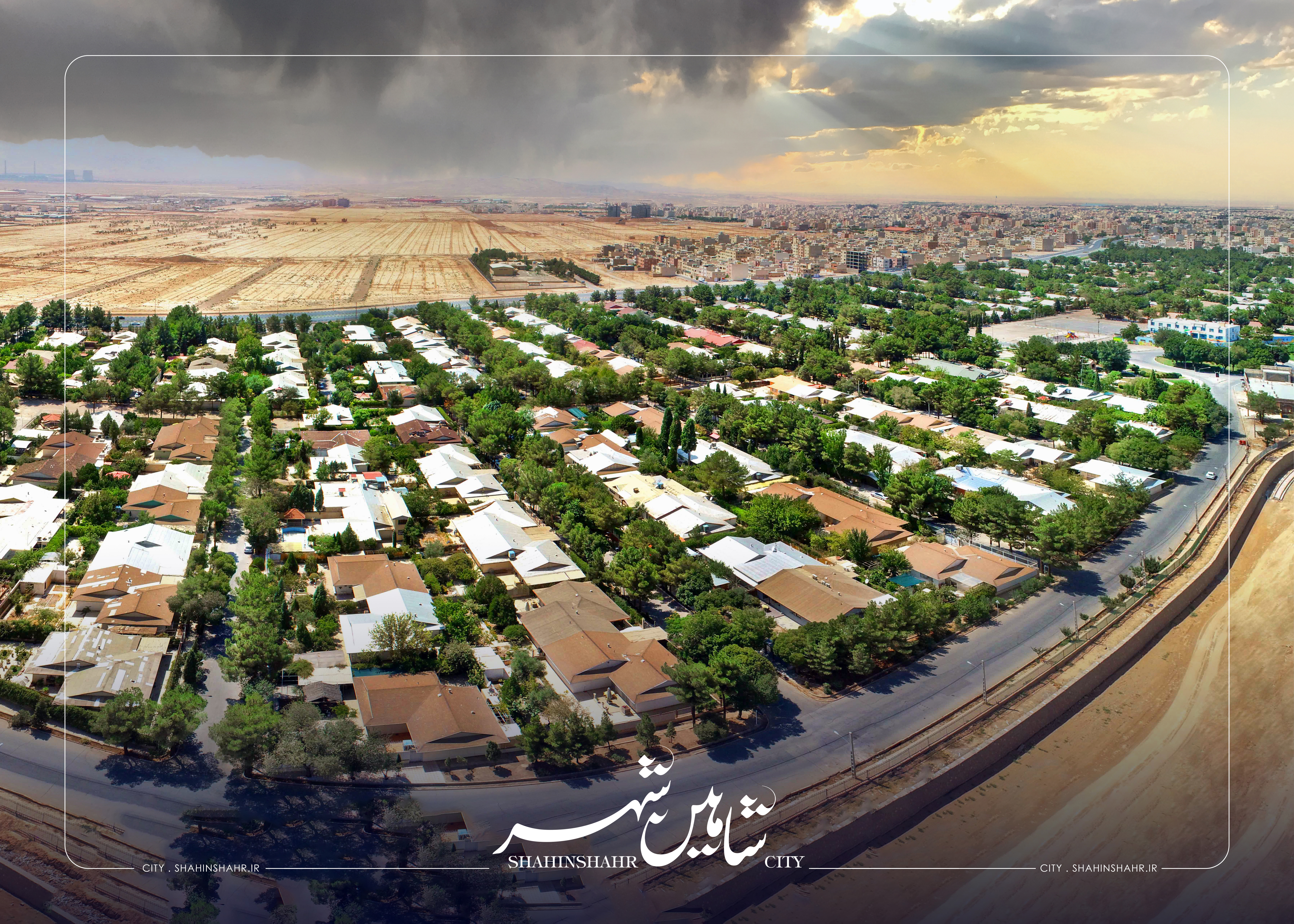

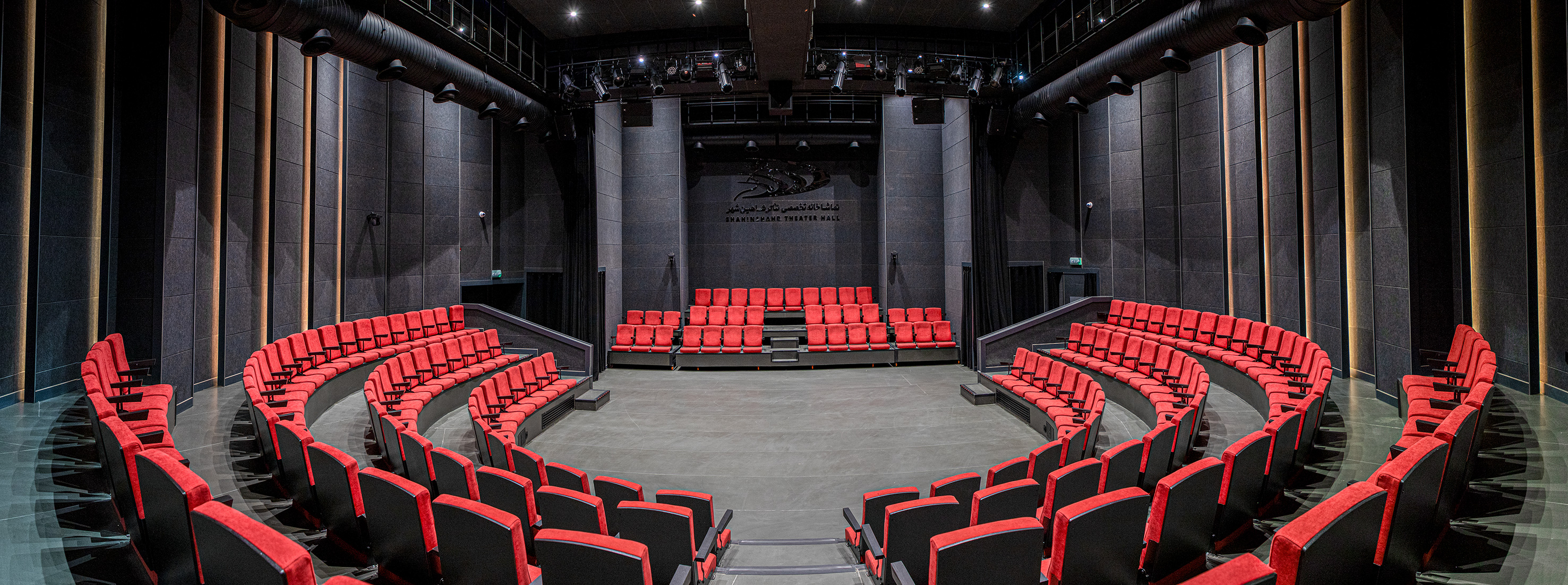

شاهین‌شهر، شهری در بخش مرکزی شهرستان شاهین‌شهر در استان اصفهان ایران است.این شهر در فاصله ۲۵ کیلومتری از شهر اصفهان قرار دارد.

## تاریخچه
شهر شاهین شهر در اواخر زمان پهلوی اول توسط آقا محمد خان برومند از ملاکان معروف آن زمان به صورت مزرعه‌های مختلف و باغ‌های انار – انگور – پسته – میوه و… بنا شده بود.

## آب و هوا
شاهین شهر آب و هوای خشک و بیابانی دارد. ارتفاع شهر از سطح آبهای آزاد ۱٫۵۹۵ متر می‌باشد.

## مکان‌های تفریحی، رفاهی و گردشگری
- بازارچه فلافل شاهین شهر[۴][۵]
- ورزشگاه تختی
- ورزشگاه ملت
- ورزشگاه پوریای ولی
- سالن ورزشی بانک استان
- بوستان بانک استان
- مجموعه تفریحی، گردشگری کمپ شاهین‌شهر[۶]
- سیتی سنتر قلب شهر
- شاهین مال
- مجموعه پولاریس
- فرهنگسرا اشراق
- فرهنگسرا خانواده
- ساختمان نگارستان
- بام شهر و جاده سلامت
- تماشاخانه تخصصی تئاتر جم
- سرزمین بانوان

## صنعت و اقتصاد
میدان میوه و تره‌بار شاهین‌شهر توسط بخش خصوصی در زمین‌های ۳۰ هکتاری بهریس که در غرب شاهین شهر و حدفاصل جاده جهادآباد ۱۳۹۹ شروع شد که هنوز اجرا نشده است. خربزه، تخمه آفتاب گردان و گیاهان دارویی از جمله محصولات شهرند.

### ترابری
این شهر یک پایانه مسافربری بیرون شهر دارد

## مردم‌شناسی

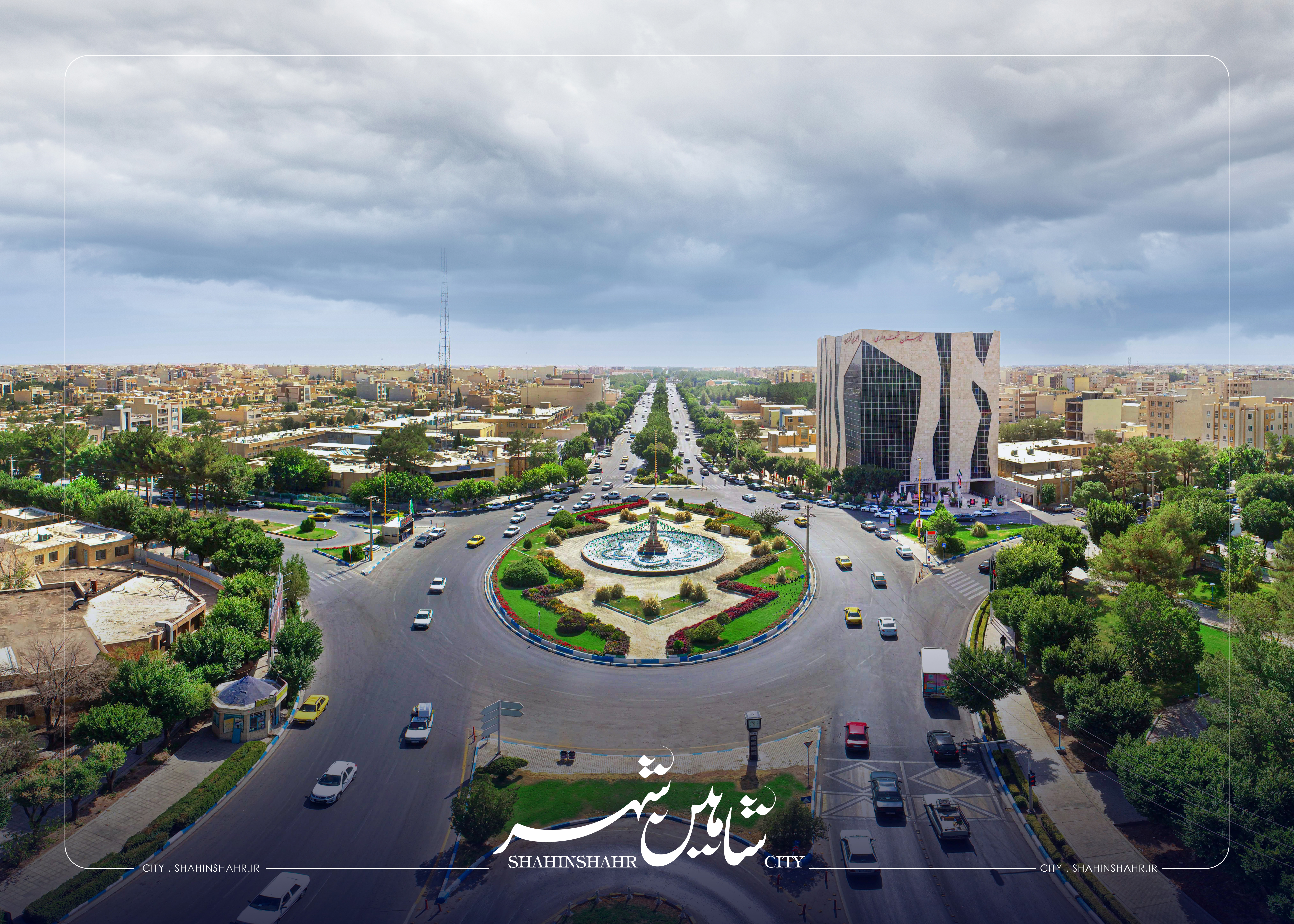

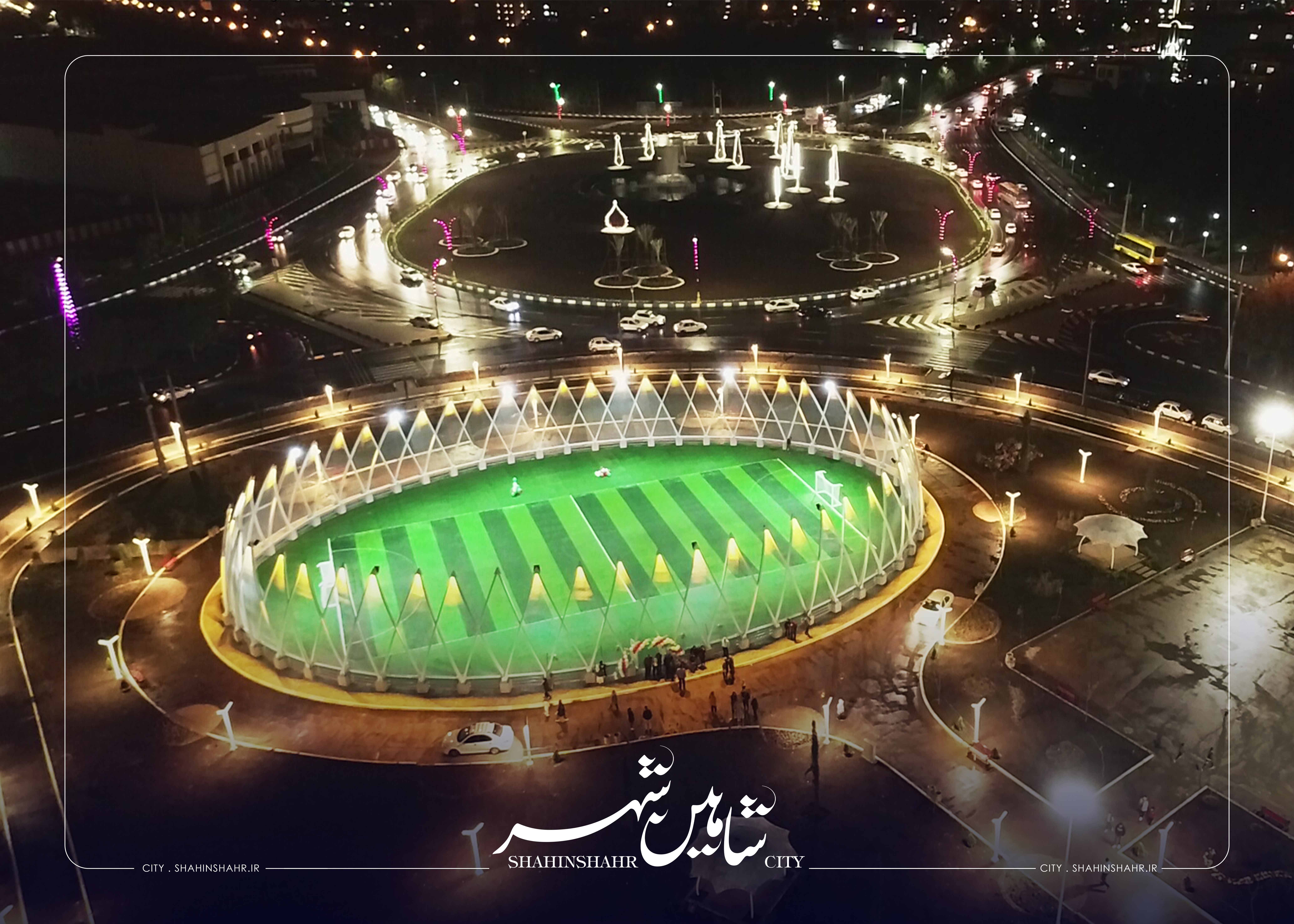

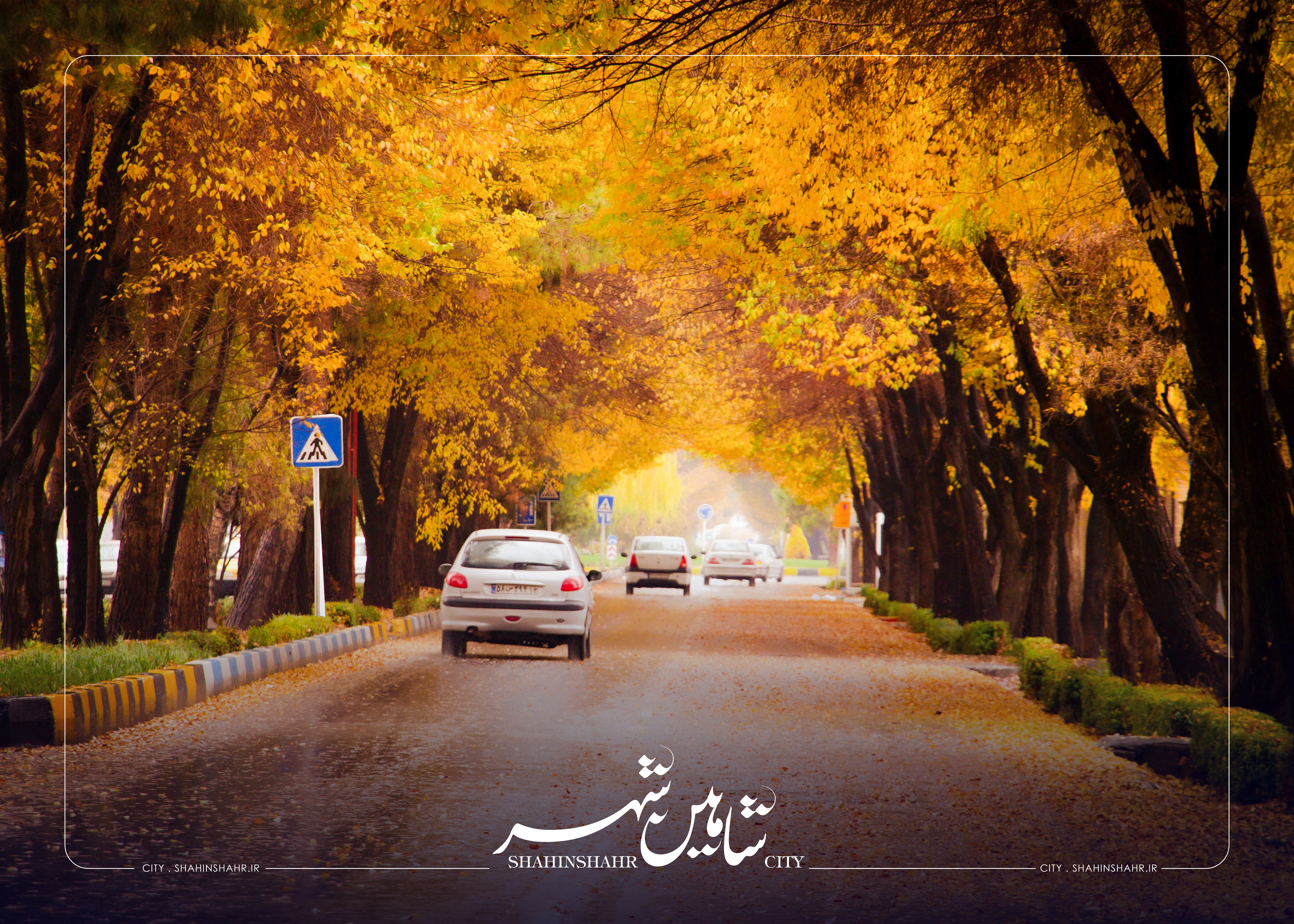

در طول جنگ ایران و عراق شماری از مهاجرین مناطق جنگی مخصوصاً خوزستان به این شهر مهاجرت کردند. شهرستان شاهین‌شهر و میمه با خالص مهاجرت ۱۸۸۷۳ مهاجرپذیرترین شهرستان استان اصفهان طی دوره ۱۳۹۰–۱۳۸۵ می‌باشد که بیشترین سهم در این رقم مربوط به ورود مهاجران از استان خوزستان می‌باشد که با توجه به ساختار فرهنگی و زیرساختهای شکل گرفته و مهاجرتهای بعد از آن سالها نیز بیشتر از استان خوزستان به دلیل قرابت و نزدیکی مهاجران جدید با ساکنین قدیم آن بوده است.

حدود بیشتر از نیم تا هشتاد درصد از جمعیت این شهر را لرها و بختیاری‌های تشکیل می‌دهند که عمداتا از خوزستان و چهارمحال و بختیاری و کهگیلویه و بویراحمد و لرستان به این شهر مهاجرت کردندارامنه و زرتشتیان نیز در این شهر حضور دارند. 

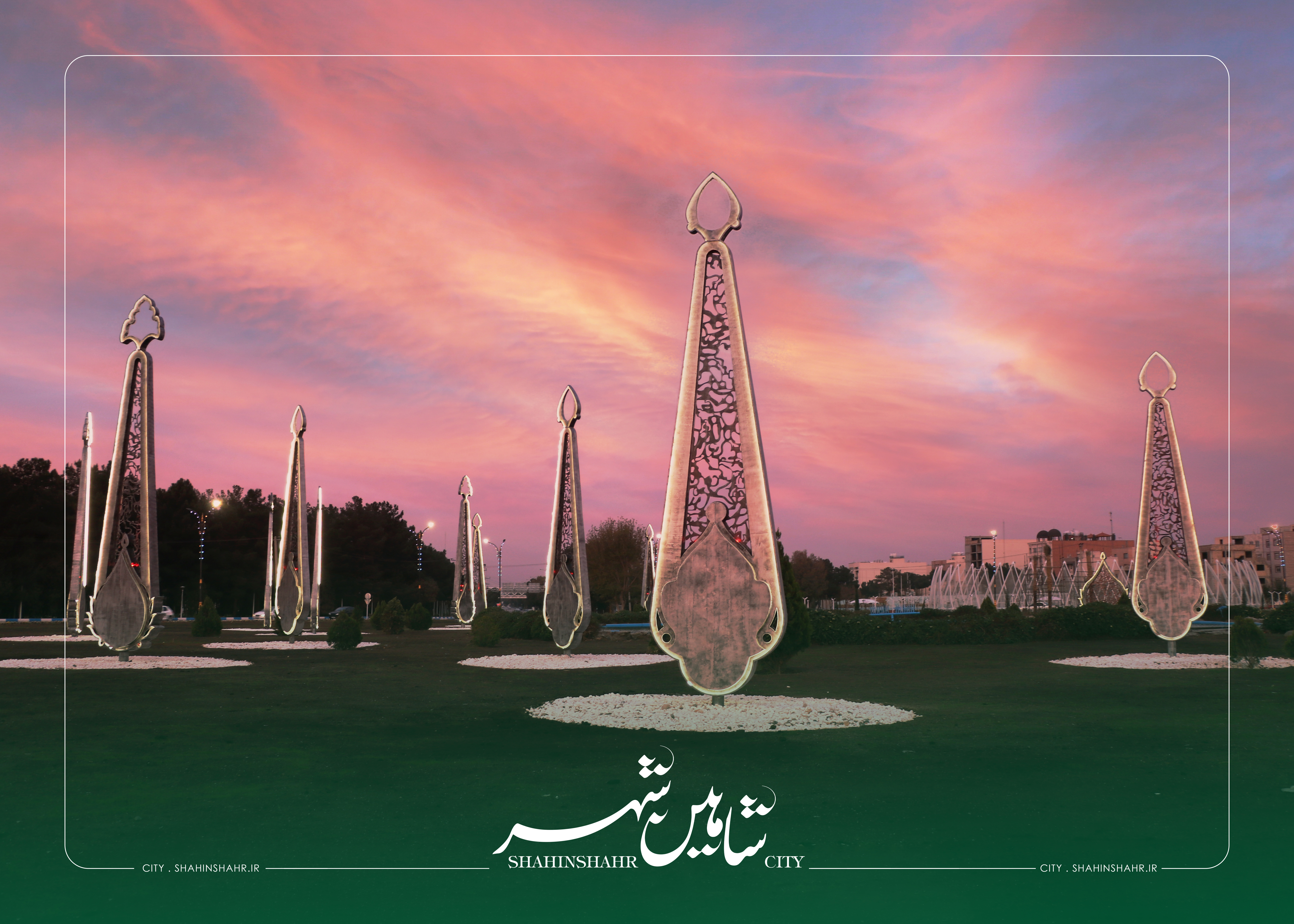

سایر مردم و قومیت‌ها نظیر لرها، شیرازیها، ترک‌ها، جنوبی‌ها و قشقایی‌ها نیز به شاهین‌شهر مهاجرت کرده‌اند که جمعیت ایل بختیاری بیش از بقیه است.

## زبان
زبان مردم شاهین شهر لهجه فارسی معیار و لری بختیاری که بومی‌های آن از ان استفاده می‌کنند است.

## دانشگاه‌ها
در شاهین شهر تعدادی دانشگاه در رشته‌های مختلف فعالیت می‌کنند که عبارتند از:
- آموزشکده فنی شاهین شهر[۲۳]
- دانشگاه صنعتی مالک اشتر دانشگاه مهندسی وزارت دفاع[۲۴]
- دانشکده پدافند هوایی ارتش[۲۵]

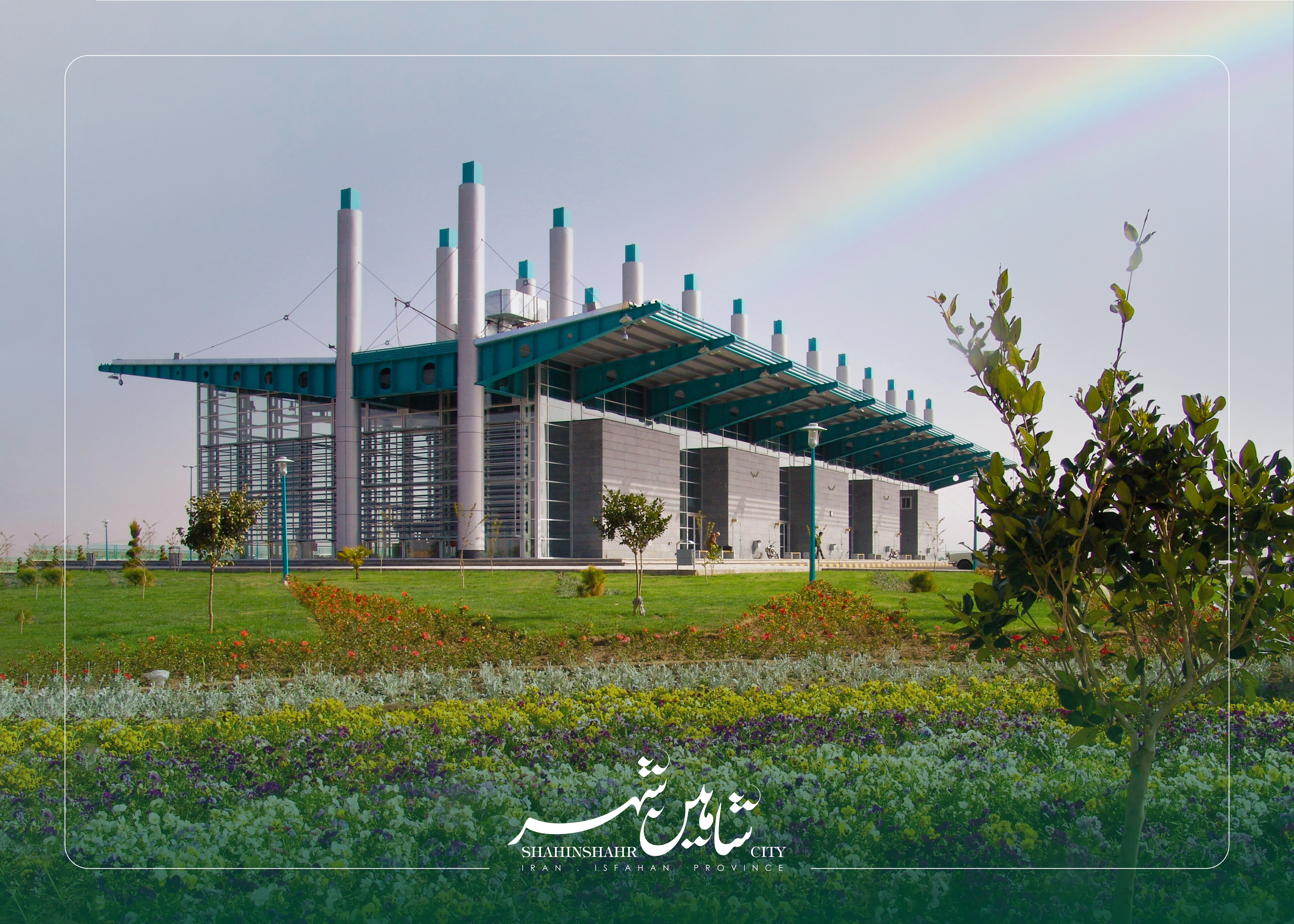

- دانشگاه آزاد اسلامی واحد شاهین شهر[۲۶]
- دانشگاه پیام نور واحد شاهین شهر[۲۷]